# Holomorpher Funktionalkalkül
Der holomorphe Funktionalkalkül ist eine grundlegende Methode aus der mathematischen Theorie der Banachalgebren. Grob gesprochen werden bei diesem Funktionalkalkül Elemente einer {\displaystyle \mathbb {C} }-Banachalgebra in holomorphe Funktionen, die in einer Umgebung des Spektrums des Elementes definiert sind, eingesetzt, wodurch das Einsetzen in Polynome verallgemeinert wird.

## Konstruktion

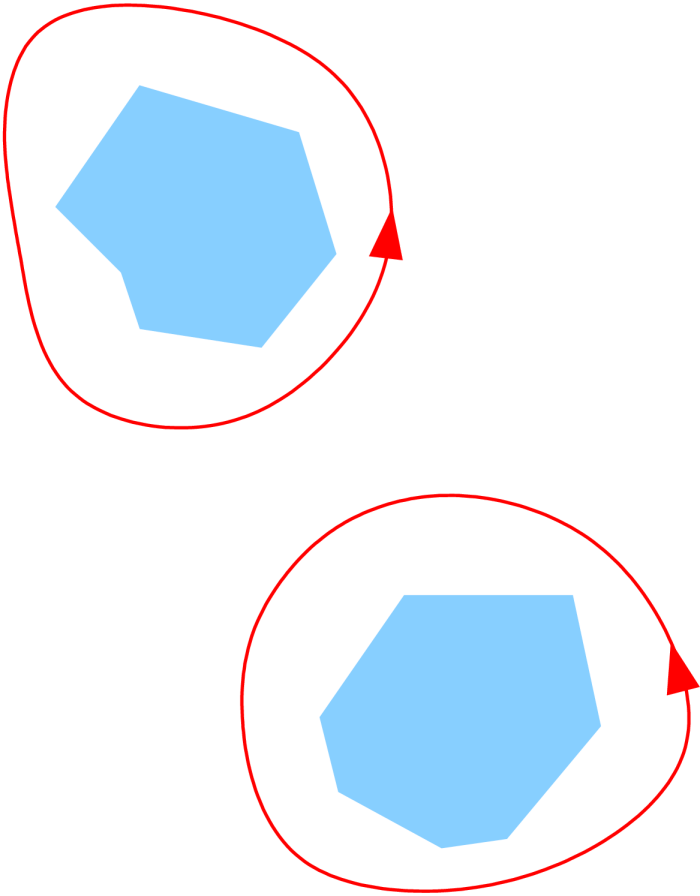
Der rot dargestellte Zyklus schließt das blau dargestellte Spektrum ein.

Es sei {\displaystyle A} eine {\displaystyle \mathbb {C} }-Banachalgebra mit Einselement {\displaystyle e}.
Ist {\displaystyle a\in A}, so ist das Spektrum {\displaystyle \sigma (a)} nicht-leer (siehe Satz von Gelfand-Mazur).
Sei weiter {\displaystyle f:U\rightarrow {\mathbb {C} }} eine in einer offenen Umgebung {\displaystyle U} von {\displaystyle \sigma (a)} definierte holomorphe Funktion.
Zwar lässt sich {\displaystyle a} nicht direkt in {\displaystyle f} einsetzen, aber die cauchysche Integralformel liefert eine Darstellung der Funktionswerte von {\displaystyle f}, bei der eine solche Einsetzung dennoch durchgeführt werden kann.
Es gibt einen Zyklus {\displaystyle \Gamma =\gamma _{1}+\ldots +\gamma _{n}} einfach geschlossener Wege, die ganz in {\displaystyle U} verlaufen und das Spektrum einschließen. Die cauchysche Integralformel lautet
{\displaystyle \textstyle f(z)={\frac {1}{2\pi i}}\int _{\Gamma }{\frac {f(\zeta )}{\zeta -z}}d\zeta } für Punkte {\displaystyle z} innerhalb von {\displaystyle \Gamma }, und darin kann man tatsächlich das Banachalgebren-Element einsetzen.
Man kann zeigen, dass das Integral
{\displaystyle {\frac {1}{2\pi i}}\int _{\Gamma }f(\zeta )(\zeta e-a)^{-1}d\zeta }
im Sinne der Normtopologie konvergiert.
Da {\displaystyle \Gamma \cap \sigma (a)=\emptyset }, ist der Ausdruck {\displaystyle (\zeta e-a)^{-1}} im Integranden definiert und {\displaystyle \zeta \mapsto f(\zeta )(\zeta e-a)^{-1}} ist eine stetige Funktion {\displaystyle \Gamma \to A}.
Weiter kann man zeigen, dass dieser Wert nicht von der speziellen Wahl von {\displaystyle \Gamma } abhängt.
Daher bezeichnet man den Wert dieses Integrals in suggestiver Schreibweise mit {\displaystyle f(a)}.
Für ein Kompaktum {\displaystyle K} sei {\displaystyle {\mathcal {H}}(K)} die Menge der in einer Umgebung von {\displaystyle K} definierten holomorphen Funktionen.
Sind {\displaystyle f} und {\displaystyle g} zwei solche Funktionen, so kann man {\displaystyle f\,+\,g} und {\displaystyle f\cdot g} auf dem Durchschnitt der Definitionsbereiche von {\displaystyle f} und {\displaystyle g} erklären.
Damit wird {\displaystyle {\mathcal {H}}(K)} zu einer {\displaystyle {\mathbb {C} }}-Algebra.
Mit obigen Definitionen erhalten wir damit eine Abbildung
{\displaystyle \Phi _{a}:{\mathcal {H}}(\sigma (a))\rightarrow A,\,\,f\mapsto f(a)}.
Diese Abbildung heißt der holomorphe Funktionalkalkül von a.
Die Forderung, dass {\displaystyle A} ein Einselement hat, ist keine wesentliche Einschränkung, denn man kann nötigenfalls ein Einselement adjungieren und den Funktionalkalkül in der vergrößerten Banachalgebra anwenden.

## Eigenschaften
Der holomorphe Funktionalkalkül {\displaystyle \Phi _{a}} zu einem Element {\displaystyle a\in A} hat folgende Eigenschaften.
- {\displaystyle \Phi _{a}:{\mathcal {H}}(\sigma (a))\rightarrow A} ist ein Homomorphismus, d. h. es gelten die Formeln {\displaystyle (f+g)(a)\,=\,f(a)+g(a)}, {\displaystyle (f\cdot g)(a)=f(a)\cdot g(a)}.
- Hat {\displaystyle f\in {\mathcal {H}}(\sigma (a))} in einer Umgebung des Spektrums eine Potenzreihendarstellung {\displaystyle f(z)=\sum _{n=0}^{\infty }\lambda _{n}z^{n}}, so gilt {\displaystyle f(a)=\sum _{n=0}^{\infty }\lambda _{n}a^{n}} als absolut konvergente Reihe in {\displaystyle A}.
- Ist {\displaystyle f\in {\mathcal {H}}(\sigma (a))} und {\displaystyle g\in {\mathcal {H}}(\sigma (f(a)))}, so gilt {\displaystyle (g\circ f)(a)=g(f(a))}.
- Es gilt der spektrale Abbildungssatz: {\displaystyle \sigma (f(a))\,=\,f(\sigma (a))} für alle {\displaystyle f\in {\mathcal {H}}(\sigma (a))}.

Man kann sich also vorstellen, die Banachalgebren-Elemente tatsächlich in holomorphe Funktionen einzusetzen; die naheliegenden algebraischen Operationen verhalten sich wie erwartet.

## Anwendung
Als eine typische Anwendung des holomorphen Funktionalkalküls beweisen wir folgenden Satz:
Für eine {\displaystyle \mathbb {C} }-Banachalgebra {\displaystyle A} mit Einselement {\displaystyle e} sind äquivalent:
- {\displaystyle A} besitzt Projektionen {\displaystyle p} mit {\displaystyle 0\not =p\not =e}.
- {\displaystyle A} besitzt Elemente mit unzusammenhängendem Spektrum.

Da {\displaystyle \sigma (p)=\{0,1\}} für eine Projektion {\displaystyle p} mit {\displaystyle 0\not =p\not =e} offensichtlich unzusammenhängend ist, muss nur gezeigt werden, dass es eine von 0 und {\displaystyle e} verschiedene Projektion gibt, wenn ein {\displaystyle a\in A} unzusammenhängendes Spektrum hat.
Da {\displaystyle \sigma (a)} unzusammenhängend ist, gibt es offene Mengen {\displaystyle U} und {\displaystyle V} in {\displaystyle \mathbb {C} }, so dass
{\displaystyle U\cap \sigma (a)\not =\emptyset }, {\displaystyle V\cap \sigma (a)\not =\emptyset }, {\displaystyle \sigma (a)\subset U\cup V} und {\displaystyle U\cap V=\emptyset }.
Die Funktion {\displaystyle f}, die auf {\displaystyle U} gleich 1 und auf {\displaystyle V} gleich 0 ist, ist als lokal konstante Funktion holomorph, also ein Element aus {\displaystyle {\mathcal {H}}(\sigma (a))}. Dann gilt nach dem spektralen Abbildungssatz {\displaystyle \sigma (f(a))=f(\sigma (a))=\{0,1\}} und daher {\displaystyle 0\not =f(a)\not =e}. Da {\displaystyle f=f\cdot f} folgt {\displaystyle f(a)=(f\cdot f)(a)=f(a)\cdot f(a)}.
Daher ist {\displaystyle f(a)} eine Projektion der gesuchten Art.
Diese Aussage kann zum schilowschen Idempotentensatz verschärft werden, was den tiefer liegenden holomorphen Funktionalkalkül mehrerer Veränderlicher erfordert.